# Willem C. van Unnikgebouw
Het Willem C. van Unnikgebouw (voorheen Transitorium II; ingekort: Trans II) is een flatgebouw in het Utrecht Science Park (tot 2018 'De Uithof'), een onderdeel van het Utrecht Science Park, het wetenschapspark van Utrecht. Met 75,7 meter is het de hoogste toren van de Universiteit Utrecht, en het op elf na hoogste gebouw van de stad. Het pand, gebouwd tussen 1967 en 1969, is vernoemd naar de Utrechtse hoogleraar in de theologie Willem Cornelis van Unnik. Het gebouw is per 1 maart 2019 gesloten in afwachting van renovatieplannen.
Begin 2011 herbergde de flat het laserkunstproject Sol Lumen.

## Bouw
Het kantoorgebouw is een van de oudste bouwwerken van het universiteitscentrum, dat gebouwd werd naar aanleiding van de grote toename van het aantal universitaire studenten en het chronische ruimtegebrek in de binnenstad. Er was toen veel nieuwe werkruimte nodig, hetgeen de toenmalige voorzitter van het universitaire bouwbureau, de heer A.J.R. Dijkstra, er toe bracht dit gebouw te creëren aan de hand van een reeds bestaand ontwerp van de architecten Lucas & Niemeijer.
De bouw, begonnen in september 1967, kwam tot stand volgens het destijds populaire jackblocksysteem. Een kelder werd uitgegraven, en in de daar ontstane werkput werden 127 hydraulische vijzels geplaatst. Vervolgens werd het betonnen dak gestort, waarna er telkens één etage omhoog werd gevijzeld. Zo was men in staat het Transitorium binnen twee jaar op te leveren. De gebruikte bouwmethode was kort daarvoor al twee keer eerder uitgevoerd in Nederland; als eerste voor de bouw van het ministerie van CRM in Rijswijk. De tweede maal was in Den Haag met het Transitorium als gebouw voor de tijdelijke huisvesting van diverse ministeries.

## Staat in de jaren 2000-2019
Hoewel vrij modern voor zijn tijd, werd het Van Unnikgebouw in de 21ste eeuw vooral een kostenpost voor de universiteit. Het vroeg veel onderhoud en is slecht geïsoleerd. Daarnaast vormde de grote hoeveelheid asbest in het pand een potentieel gezondheidsrisico. Eind jaren nul besloot men daarom het pand stapsgewijs te verlaten, waarbij de verschillende departementen worden ondergebracht in reeds bestaande gebouwen of in nieuwbouw. Daarna zou worden besloten wat er met de kantoorflat gedaan wordt; hergebruik, verkoop of sloop en vervanging.
Eind 2018 werd het gebouw nog gebruikt door enkele departementen van de faculteit Geowetenschappen, waaronder sociale geografie. De afdelingen sociologie zijn in de loop van 2013 uit het gebouw vertrokken; ook theologie is naar andere gebouwen overgegaan. De kantoorruimtes fungeerden als werkplek voor stafmedewerkers en assistenten in opleiding. Daarnaast vond men er meerdere onderwijslokalen en computerzalen, met name op de onderste verdiepingen.
In februari 2019 verlieten de laatste gebruikers het pand.

## Herontwikkeling
In juli 2019 werd besloten het gebouw te renoveren en dat de Universiteit Utrecht het weer in gebruik zal nemen.
In september 2024 maakte de universiteit bekend dat architectenbureau Mecanoo de opdracht heeft gekregen het gebouw én het gebied eromheen te renoveren en herontwikkelen.